# Orta, Çankırı
Orta là một huyện thuộc tỉnh Çankırı, Thổ Nhĩ Kỳ. Huyện có diện tích 544 km² và dân số thời điểm năm 2007 là 12271 người, mật độ 23 người/km².